# 刘白塔村遗址
刘白塔村遗址，位于中国河北省廊坊市刘白塔村，为廊坊市三河县的一个省级文物保护单位，类型为古遗址，公布时间为1993年7月15日。
刘白塔村遗址的历史年代为新石器时代。